# Totoket Mountain
Totoket Mountain est un chaînon situé au sein de la vallée du Connecticut, dans l'État du même nom (États-Unis). Il appartient à Metacomet Ridge, une longue arête rocheuse des Appalaches qui traverse le sud de la Nouvelle-Angleterre sur 160 kilomètres de long. Totoket Mountain est une destination populaire pour la pratique de la randonnée pédestre, réputée pour ses hautes falaises, le panorama qu'elle offre, son microclimat ainsi que sa faune et sa flore variées. Elle abrite le lac Gaillard, un réservoir long de quatre kilomètres.

## Géographie

### Situation
Totoket Mountain est entièrement située sur le territoire des villes de Durham, North Branford et Guilford. Metacomet Ridge, dont fait partie Totoket Mountain, se prolonge au nord par Pistapaug Mountain et au sud-ouest par Saltonstall Mountain.

### Topographie
Totoket Mountain s'élève abruptement entre 60 et 200 mètres au-dessus des plaines environnantes. Elle s'étend sur 18 kilomètres de long pour 10 kilomètres en son point le plus large. Elle culmine à 220 mètres d'altitude au Bluff Head. Les autres reliefs notables sont Totoket Mountain au sens strict (176 m), les deux pics de Sugarloaf Hills (156 et 145 m) et Sea Hill (120 m). La moitié méridionale du chaînon se sépare en deux branches au sein desquelles se situe le lac Gaillard.

### Hydrographie
Les eaux du versant occidental s'écoulent dans la Farm River, affluent de l'East Haven River qui se jette directement dans l'océan Atlantique au Long Island Sound, celles du versant méridional rejoignent la mer au travers de la Branford River et celles du versant oriental s'écoulent dans la West River, tandis que le versant septentrional appartient au bassin du fleuve Connecticut par le biais du Parmalee Brook, affluent de la Coginchaug River.
En plus du lac Gaillard, un des plus grands réservoirs de la région avec quatre kilomètres de long, plusieurs réservoirs et étendues d'eau naturelles sont situées au sein de Totoket Mountain ou dans ses environs immédiats. Il s'agit de Menuckatuck Reservoir, West Lake, Clear Lake, Bartlett Pond, Lane Pond et Myerhuber Pond.

### Faune et flore
Totoket Mountain offre une combinaison de microclimats et une variété d'écosystèmes inhabituels pour la région. Les crêtes, chaudes et sèches, abritent des espèces d'herbacées généralement dominées par le chêne châtaignier. Le Genévrier de Virginie (Juniperus virginiana), une espèce adaptée aux terrains secs, s'accroche aux rebords des falaises. La flore des versants est plus proche de celle des plateaux adjacents et accueille des espèces animales communes du biotope oak-hickory forest (littéralement « forêt de chêne et de caryer »). La Pruche du Canada (Tsuga canadensis) encercle les étroites ravines, empêchant la lumière du soleil d'atteindre le sol et créant des conditions de développement plus froides et humides, y favorisant l'apparition d'espèces végétales associées aux climats froids. Les pentes des talus sont riches en nutriments et recouvertes par de nombreuses espèces adaptées aux sols calcaires, inhabituelles dans la région. Les kilomètres de falaises abruptes rendent les conditions de vie idéales pour de nombreuses espèces animales et végétales classées comme rares. Totoket Mountain est un important corridor migratoire saisonnier pour les rapaces,.

### Géologie
Totoket Mountain s'est formée il y a 200 millions d'années au cours du Trias et du Jurassique et se compose de basalte, une roche volcanique effusive de couleur sombre qui vire au brun-rouille lorsque le fer qu'elle contient s'oxyde au contact de l'air. Les intrusions de basalte sont généralement de forme octogonale ou pentagonale et produisent des formations appelées « orgues basaltiques ». De vastes talus composés d'éboulis basaltiques issus de l'érosion sont visibles au pied de nombreuses falaises. Les crêtes basaltiques sont le résultat d'une série de coulées de lave massives, d'une centaine de mètres d'épaisseur, qui se sont échappées par des failles créées lors de la séparation de la Laurasia et du Gondwana, puis de l'Amérique du Nord et de l'Eurasie. Les émissions de lave se sont déroulées durant 20 millions d'années.
L'érosion qui se produit entre les éruptions successives dépose des couches de sédiments entre les coulées basaltiques. Leur lithification forme finalement des roches sédimentaires. Par la suite, cette alternance de couches en « mille-feuille » se fissure et se soulève. Les érosions ultérieures ont davantage entamé les roches sédimentaires, exposant les arêtes des roches basaltiques et donnant naissance à de longues crêtes et falaises caractéristiques.

## Activités

### Tourisme
La montagne est ouverte à la randonnée pédestre, à la raquette à neige, au vélo tout terrain, à la chasse en période d'ouverture, à la pêche autorisée dans certains plans d'eau et au pique-nique. La South Central Connecticut Regional Water Authority (SCCRWA) maintient deux réseaux de sentiers : Big Gulf sur le versant Nord-Ouest et Sugarloaf Hills au centre du chaînon. Un droit d'entrée payant est nécessaire pour les parcourir. Le Guilford Land Trust gère la zone de Northwoods près du Bluff Head, sur le versant Nord-Est ; ce réseau est libre d'accès. Des falaises de 150 mètres de hauteur et une tour d'observation des incendies fournissent un panorama remarquable. Une partie des 80 kilomètres du Mattabesett Trail, maintenu par la Connecticut Forest and Park Association, qui s'étend du nord de Lamentation Mountain, où il est relié à Metacomet Trail, jusqu'au sud de Totoket Mountain, traverse Bluff Head et la zone de Northwoods. Un quatrième sentier passe entre Pistapaug Mountain et Totoket Mountain.

### Menaces et protections environnementales
Les principales menaces qui pèsent sur Totoket Mountain sont le creusement d'une longue carrière au sud-ouest mais dont l'extension est bloquée par les réserves hydrologiques à l'est et l'urbanisation au nord, ainsi que l'étalement périurbain. Trimountain State Park est situé à l'extrême sud de la montagne. La plus grande partie de la montagne est protégée en tant que ressource hydrologique. Le paysage est globalement rural, avec la présence de fermes et de maisons de campagne au centre du chaînon et des parcelles protégées dans le Nord-Est. La SCCRWA restreint l'accès ou certaines activités à ses propriétés ; ainsi, le canotage et la pêche sont interdits au lac Gaillard.
En 2000, la montagne a fait l'objet d'une étude du National Park Service en vue d'être intégrée dans un nouveau National Scenic Trail, le New England National Scenic Trail, qui aurait inclus le Metacomet-Monadnock Trail au Massachusetts d'une part, les Mattabesett Trail et Metacomet Trail au Connecticut d'autre part.